# Liste der Monuments historiques in Moncey
Die Liste der Monuments historiques in Moncey führt die Monuments historiques in der französischen Gemeinde Moncey auf.

## Liste der Immobilien
| Bezeichnung                | Beschreibung | Standort                         | Kennzeichnung | Schutzstatus | Datum | Bild           |
| -------------------------- | --- | -------------------------------- | ------------- | ------------ | ----- | -------------- |
| Château du Maréchal Moncey | Schloss, 18. Jahrhundert; Wohnort von Bon-Adrien-Jeannot de Moncey; mit Teilen der Innenausstattung, dem Ehrenhof, den Wirtschaftsgebäuden und der Einfriedung der Parkanlage | 13 rue du Maréchal-Moncey (Lage) | PA00101769    | Inscrit      | 1990  | weitere Bilder |

## Liste der Objekte
| Bezeichnung                            | Beschreibung                          | Standort                                   | Kennzeichnung | Schutzstatus | Datum | Bild |
| -------------------------------------- | ------------------------------------- | ------------------------------------------ | ------------- | ------------ | ----- | ---- |
| Skulptur Madonna mit Kind              | Holz, vergoldet, 18. Jahrhundert      | in der Kirche Nativité-de-la-Vierge (Lage) | PM25002219    | Inscrit      | 1980  |      |
| Gemälde Madonna mit Kind und Skapulier | Ölfarbe auf Leinwand, 18. Jahrhundert | in der Kirche Nativité-de-la-Vierge (Lage) | PM25002220    | Inscrit      | 1984  |      |